# Gornji tok Korane
Gornji tok Korane este o arie protejată (sit de importanță comunitară — SCI) din Croația întinsă pe o suprafață de 223,42 ha, integral pe uscat.

## Localizare
Centrul sitului Gornji tok Korane este situat la coordonatele 44°59′38″N 15°47′02″E / 44.994°N 15.784°E.

## Înființare
Situl Gornji tok Korane a fost declarat sit de importanță comunitară în septembrie 2015 pentru a proteja 7 specii de animale.

## Biodiversitate
Situată în ecoregiunile alpină și continentală, aria protejată conține 1 habitat natural: Cascade cu formare de travertin ale râurilor carstice din Alpii Dinarici.
La baza desemnării sitului se află mai multe specii protejate:
- mamifere (2): vidră de râu (Lutra lutra), liliac cu picioare lungi (Myotis capaccinii)
- nevertebrate (1): Unio crassus
- pești (4): Barbus balcanicus, Cobitis elongata, boarță (Rhodeus amarus), babușcă de tur (Rutilus virgo)